# Inesa Kraweć
Inesa Mykołajiwna Kraweć (ukr. Іне́са Микола́ївна Краве́ць, ros. Инесса Николаевна Кравец; ur. 5 października 1966 w Dniepropietrowsku) – ukraińska lekkoatletka, największe sukcesy odnosząca w trójskoku. Trzykrotna olimpijka (1988, 1992, 1996), w tym mistrzyni olimpijska z 1996 roku.
Była rekordzistka świata w trójskoku (15,50 m, 1995) – 2. wynik w historii, rekord życiowy w skoku w dal – 7,37 m (1992).

## Najważniejsze osiągnięcia

### Skok w dal
- IO 1992 – 2. miejsce
- HMŚ 1993 – 3. miejsce
- Finał GP 1994 – 2. miejsce
- HMŚ 2003 – 2. miejsce

### Trójskok
- HMŚ 1991 – 1. miejsce
- HMŚ 1993 – 1. miejsce
- MŚ 1995 – 1. miejsce
- Finał GP 1995 – 2. miejsce
- IO 1996 – 1. miejsce